# Liste kanadischer Erfinder und Entdecker
Die Liste kanadischer Erfinder und Entdecker ist eine Liste von Erfindern und Entdeckern aus Kanada in alphabetischer Reihenfolge des Familiennamens.

## A
- Thomas Ahearn: Erfinder und Geschäftsmann

## B

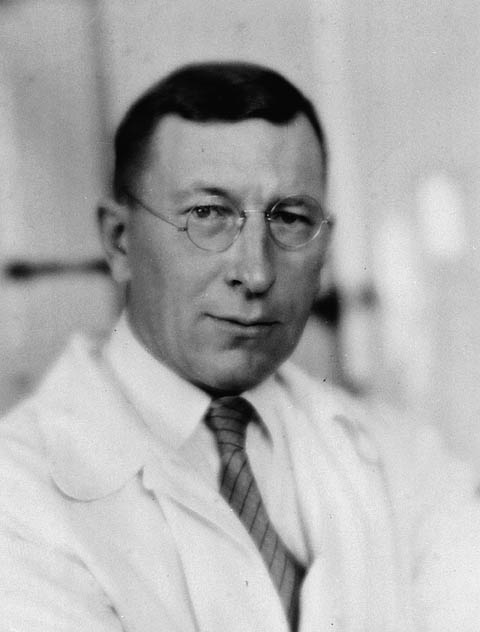
Frederick Banting
(1891–1941)

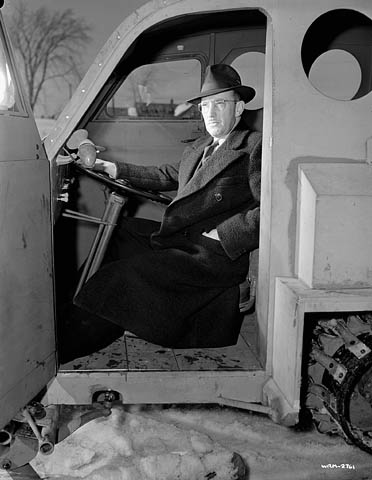
Joseph-Armand Bombardier
(1907–1964)

- Frederick Banting: Miterfinder des Insulins (gemeinsam mit James Collip und Charles Best)
- Anthony R. Barringer: INPUT (Induced Pulse Transient, elektromagnetische Exploration von Bodenschätzen)
- Charles Barnes: Drehschieberpumpe
- C. Donald Bateman: Ground Proximity Warning System
- Charles Best: Miterfinder des Insulins (gemeinsam mit James Collip und Frederick Banting)
- Norman James Breakey: Farbroller
- Joseph-Armand Bombardier: Schneemobil
- Willard Boyle: Ladungsgekoppelte Bauteile (Nobelpreis gemeinsam mit George E. Smith)
- Bertram Brockhouse: Nobelpreis „für ihre Entwicklung von Techniken zur Streuung der ungeladenen Kernteilchen“
- Michael Brook: Infinite Guitar
- Gerald Bull: Projekt Babylon, Arbeiten zu Artilleriegeschützen

## C
- James Collip: Miterfinder des Insulins (gemeinsam mit Frederick Banting und Charles Best)
- Frederick George Creed: Small Waterplane Area Twin Hull

## D
- Herbert Henry Dow (Kanada/USA): Verfahren zur Gewinnung von Brom
- Theodore Drake: Miterfinder des Pablums

## E
- Marcellus Gilmore Edson: Patent für Erdnusspaste, 1884

## F

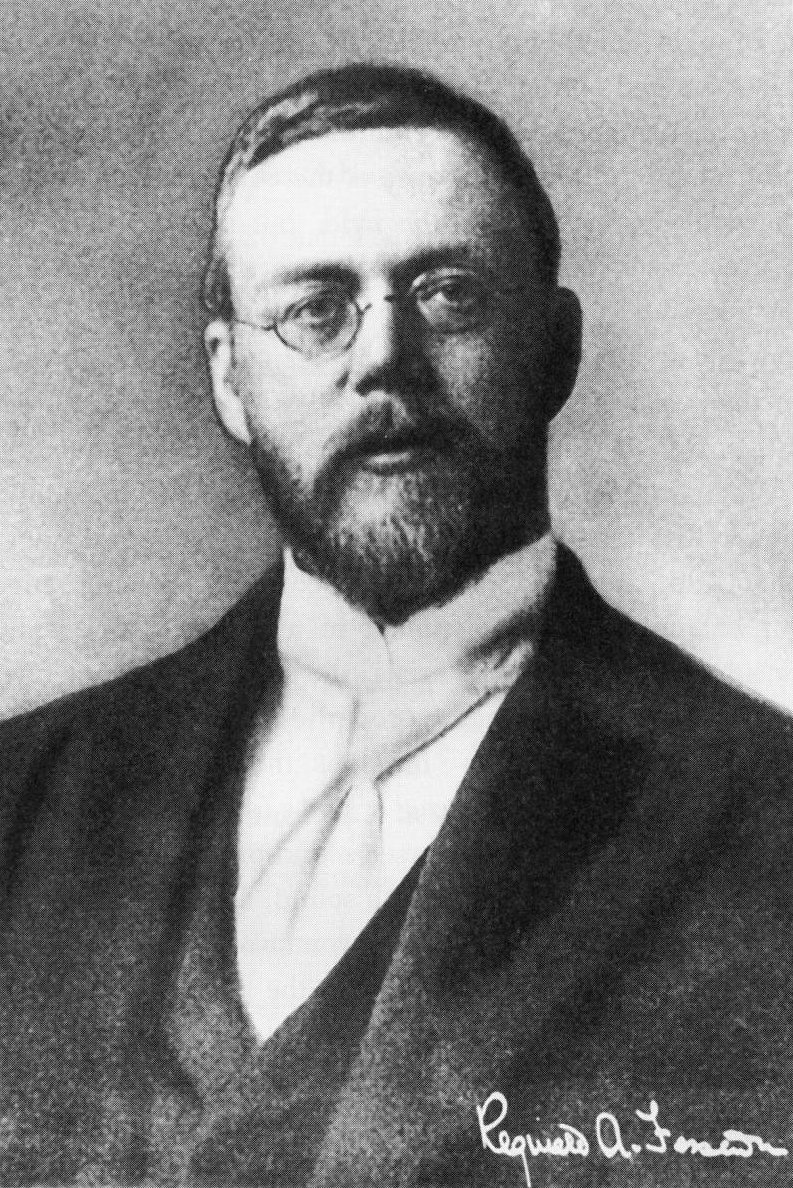
Reginald Fessenden
(1866–1932)

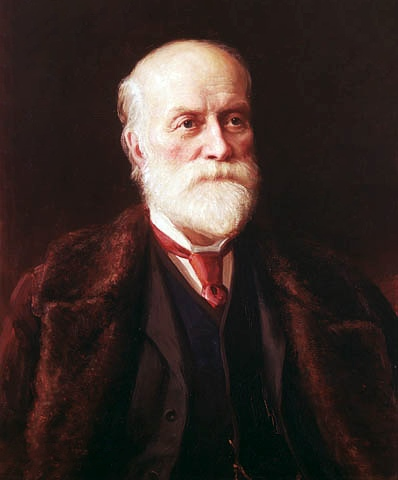
Sandford Fleming
(1827–1915)

- Charles Fenerty: Papierherstellungsverfahren
- Reginald Fessenden: 1906, Rundfunkpionier
- Sandford Fleming: Förderer der Weltzeit
- Robert Foulis: Nebelhorn
- Wilbur R. Franks: Anti-g-Anzug

## G
- Abraham Gesner: Kerosin

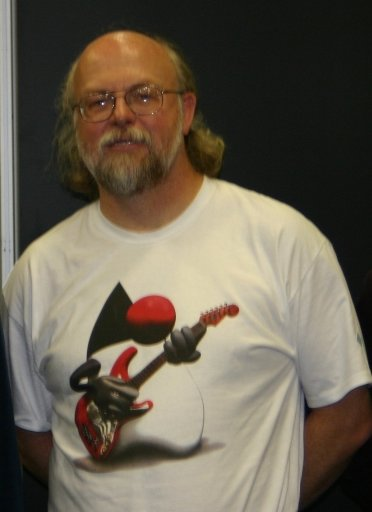
James Gosling
(* 1955)

- James Gosling: Programmiersprache Java
- Alfred Gross: Pager; Walkie-Talkie (gemeinsam mit Donald Hings)

## H
- Donald Hings: Walkie-Talkie (gemeinsam mit Alfred Gross)
- John Alexander Hopps: Pionier der Erfindung des Herzschrittmachers
- Archibald Gowanlock Huntsman:

## K
- George Klein: elektrischer Rollstuhl
- Roman Kroitor: Miterfinder von IMAX

## L
- Mike Lazaridis: Miterfinder des Blackberry

## M
- Elijah McCoy: automatische Schmiervorrichtung für die Dampfmaschine der Lokomotiven,
- Cluny MacPherson: Gasmaske (umstritten, daneben auch der US-Amerikaner Garrett Morgan)
- Warren Alvin Marrison: Quarzuhr 1929

## N
- James Naismith: Basketball, 1891
- Peter Norman Nissen: Nissenhütte

## P
- Jacques Plante: Torwartmaske
- John C. Polanyi:  (Nobelpreis) – Mitwirkung betreffend der Dynamik chemischer Elementarprozesse

## R
- McIntosh Red:
- P. L. Robertson: Robertson-Schraube

## S
- Charles E. Saunders:
- Arthur Sicard: Schneefräse
- Michael Smith (Kanada/Vereinigtes Königreich) – für seine Entwicklung einer Methode zur Veränderung (Mutagenese) der Desoxyribonukleinsäure, auf der die Erbinformationen gespeichert sind
- Ralph M. Steinman: Nobelpreis – für Entdeckung der dendritischen Zellen und ihrer Rolle in der adaptiven Immunität

## T
- Richard E. Taylor: Nobelpreis – für Experimente zum Nachweis der Quarks, elementarer Teilchen mit drittelzahliger Ladung
- Brent Townshend: 56k Modem

## U
- Lewis Urry: Alkali-Batterie

## W
- Harry Wasylyk: Müllsack aus Polyethylen
- C. S. Wright: Polarforscher